# Юрі Фрішер
Юрі Фрішер (12 лютого 1984) — естонський футбольний арбітр. Суддя ФІФА та УЄФА з 2016 року. З 2012 року судить матчі в Мейстрілізі.

## Суддівська кар'єра
30 червня 2016 року Фішер дебютував у єврокубках під час матчу між «Ла Фіоріта» та «Дебрецені» в рамках Кубка УЄФА. Гра завершилася з рахунком 0–5.
Свій перший міжнародний матч на рівні збірних команд відсудив 21 березня 2019 року, коли Кіпр переміг Сан-Марино з рахунком 5–0.
Він також активно бере участь у молодіжній лізі УЄФА. Судив фінал Кубка Естонії 2021 та Суперкубок 2024, а також судив на чемпіонаті Європи U-17 в Англії.

## Міжнародні матчі
| Дата              | Місце                  | Матч                  | Результат | Турнір                                   | ЖК | YK · YK · RK | RK |
| ----------------- | ---------------------- | --------------------- | --------- | ---------------------------------------- | -- | ------------ | -- |
| 21 березня 2019   | Нікосія, Кіпр          | Кіпр — Сан-Марино     | 5 — 0     | Кваліфікація чемпіонату Європи 2020 року | 0  | 0            | 0  |
| 15 листопада 2024 | Люксембург, Люксембург | Люксембург — Болгарія | 0 — 1     | Ліга націй 2024/25                       | 3  | 0            | 0  |